# Johnson-krokodil
A Johnson-krokodil más néven ausztráliai krokodil (Crocodylus johnsoni) a hüllők (Reptilia vagy Sauropsida) osztályába a krokodilok (Crocodilia) rendjébe és a krokodilfélék (Crocodylidae) családjába tartozó faj.

## Elterjedése
Ausztrália északi részén, folyókban, mocsarakban választ élőhelyet.

## Megjelenése
A Johnson-krokodil alig rövidebb 3 méternél.

## Életmódja
Az ausztráliai krokodil egy félénk, ám civakodó természetű krokodil. Az ember számára teljesen veszélytelen. Fő tápláléka a folyókban és mocsarakban élő halakból áll.

## Szaporodása
A Johnson-krokodil élőhelyein monszunklímára jellemző módon száraz és esős évszakok váltakoznak. A száraz évszak végén a nőstény körülbelül 30 cm mély gödröt ás a homokos parton, és ebbe rakja 20-25 tojását. A tojásrakás idején különös gonddal választja meg. Nem sokkal a kis krokodilok kikelése után, az erős monszunesők elárasztják a fészket (a legkisebb késedelem is a kis fészeklakók halálához vezetne). A utódok körülbelül 8 hét elteltével, kevéssel a monszun megérkezése előtt bújnak ki a tojásból. Ezenfelül a tágas területek víz alá kerülése növeli az újszülött krokodilok lehetséges búvóhelyeinek számát, és ezáltal a fellelhető táplálék mennyisége is jelentős mértékben megnő.